# Diocèse de Kroonstad
Le diocèse de Kroonstad est l'un des cinq diocèses suffragants de l'archidiocèse de Bloemfontein, dans la structure de l'Église catholique romaine en Afrique du Sud. Ce diocèse est de rite latin (romain). Le nom latin qui lui est donné est Kroonstadensis.
Pour l'administration catholique, la région était préfecture apostolique depuis le 26 novembre 1923 ; elle est devenue vicariat apostolique le 8 avril 1935, avant d'être érigée en diocèse le 11 janvier 1951.

## Liste des Ordinaires
- Guglielmo Herting, C.S.Sp. † (Nommé Préfet apostolique en 1923  - Décédé en 1924)
- Léon Klerlein, C.S.Sp. † (Nommé préfet apostolique le 24 mars 1924 - ordonné évêque de Voncaria (de) et nommé vicaire apostolique à l'érection de la préfecture en vicariat apostolique, le 8 avril 1935 - muté le 12 février 1948 (vicaire apostolique de Bethlehem (en)))
- Gerard Marie Franciskus van Velson, O.P. † (Ordonné évêque titulaire de Trémitonte (de) et nommé vicaire apostolique de Kroonstad le 31 mai 1950  - évêque de Kroonstad à l'érection du diocèse le 11 janvier 1951 - démissionnaire le 15 novembre 1975)
- Johannes Ludgerus Bonaventure Brenninkmeijer, O.P. † (Nommé évêque le 15 avril 1977 -ordonné le 24 juillet 1977 - décédé le 2 juillet 2003)
- Stephen Brislin (nommé évêque le 17 octobre 2006 - transféré au Cap le 18 décembre 2009)
- Peter John Holiday (nommé évêque le 1er avril 2011 - démissionnaire le 12 décembre 2022)